# Pushang
Pushang, conosciuta anche nelle versioni arabizzate di Bushanj, Bushang e Fūshanj, era il nome di una città del Khorasan, situata vicino a Herat e nell'attuale Afghanistan.

## Fondazione
Secondo gli studiosi dell'Iran medievale, Pushang era la città più antica del Khorasan, fondata dalla figura mitologica iraniana Pashang. Tuttavia, secondo gli studiosi moderni, si dice che sia stata fondata da Pashang solo per via della somiglianza del suo nome con la città. Altre fonti affermano che il secondo re sasanide Sapore I (r. 240-270) fu il fondatore della città.

## Storia
Nel 588, viene menzionata la presenza di un vescovato nestoriano a Pushang. Nel 650, l'insediamento fu conquistato nell'ambito della conquista islamica della Persia. Dopo la rivoluzione abbaside del 750, Pushang fu governata da Mus'ab ibn Ruzaiq, un compagno iranico del generale abbaside Abu Muslim. Il nipote di Mus'ab Tahir ibn al-Husayn avrebbe in seguito avuto un ruolo importante negli affari del Califfato abbaside e fondato la dinastia dei Tahiridi, che avrebbe governato Pushang e il resto del Khorasan fino all'873, quando il sovrano saffaride Ya'qub ibn al-Layth al-Saffar gli strappò il Khorasan. Durante il declino della dinastia saffaride, all'inizio del X secolo, la città fu espugnata dai Samanidi. Secondo il viaggiatore del X secolo Ibn Hawqal, la città era grande la metà di Herat. Egli afferma inoltre che la città era ben costruita, essendo circondata da tre porte. Nel 998, la città passò in mano al sovrano ghaznavide Mahmud. Dopo la battaglia di Dandanqan del 1040, la città fu conquistata dai Turchi Selgiuchidi.
Nel 1152, Pushang fu brevemente occupata dal sovrano ghuride Ala al-Din Husayn, che fu sconfitto e catturato dal sovrano selgiuchide Ahmed Sanjar. Nel 1163, Pushang fu nuovamente occupata dai Ghuridi, ma i Selgiuchidi non riuscirono a riconquistarla. Durante l'invasione mongola (1206-1337), Pushang fu distrutta, ma dopo qualche tempo riuscì a riprendersi. Nel 1245, l'insediamento divenne parte dei domini del sovrano della kartide Shams-uddin Muhammad Kurt I. Durante il XIV secolo, Pushang acquisì fama per i suoi cocomeri e per l'uva.
Nel 1381, il sovrano turco-mongolo Tamerlano fece distruggere la città dopo aver reso l'ultimo signore kartide, Ghiyas-uddin Pir 'Ali il suo vassallo. Tuttavia, Pushang tornò in seguito a esistere nuovamente e viene citata più volte dallo storico iraniano Hafiz-i Abru. Durante l'età moderna, Pushang fu rasa al suolo a causa delle dispute territoriali tra i Safavidi, gli Uzbeki e gli Afghani. Tuttavia, la città tornò nuovamente a vivere ed è oggi conosciuta con il nome di Ghurian.